# Länsväg N 871

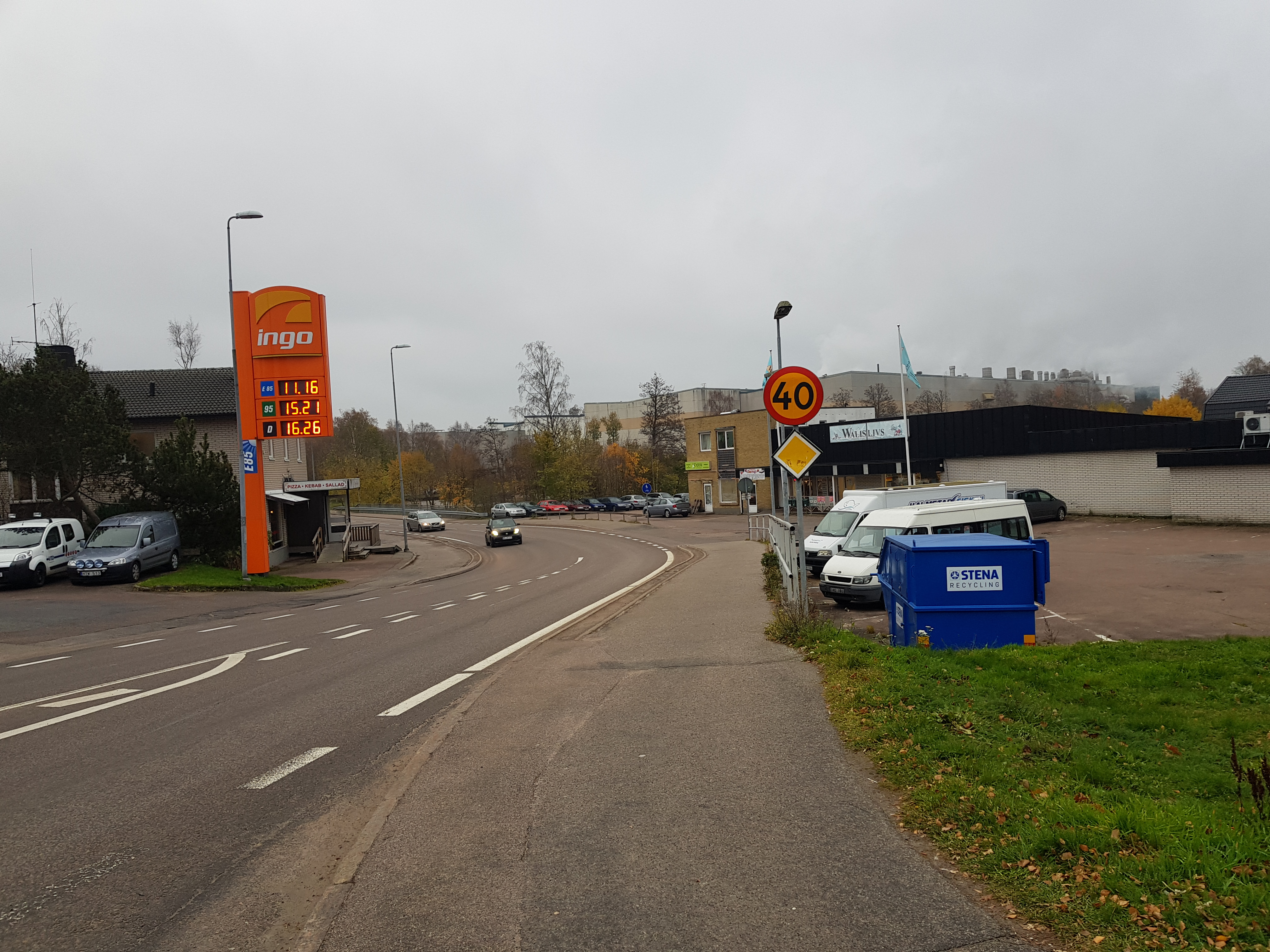
Länsväg N 871 strax norr om Nissan i Hyltebruk. Denna del av vägen har namnet Brogatan.

Länsväg N 871 är en övrig länsväg i Hylte kommun i Hallands län (Småland) som går genom tätorten Hyltebruk. Vägen är fyra kilometer lång och asfalterad längs hela sin sträcka. Inom Hyltebruks tätort heter vägen Hässlehultsgatan, Järnvägsgatan, Brogatan respektive Landerydsvägen.
Vägen ansluter till:
- Riksväg 26 (vid Kambo)
- Länsväg N 650 (vid Södra Industrigatan i Hyltebruk)
- Länsväg N 870 (vid Norra Industrigatan i Hyltebruk)
- Länsväg N 879 (vid Gamla Nissastigen i Hyltebruk)
- Riksväg 26 (vid Ekeryd)